# Vieirinha
Vieirinha (* 24. Januar 1986 in Guimarães; bürgerlich Adelino André Vieira de Freitas) ist ein portugiesischer Fußballspieler. Er wird im offensiven Mittelfeld und im Sturm oder als offensiver Außenverteidiger eingesetzt und steht seit August 2017 beim griechischen Erstligisten PAOK Thessaloniki unter Vertrag.

## Karriere

### Vereine
Vieirinha begann seine Vereinskarriere als Achtjähriger bei Vitória Guimarães und wechselte mit 15 Jahren in die Jugendabteilung des FC Porto. Dort spielte er erst in der zweiten Mannschaft und wurde in der Saison 2005/06 an den zweitklassigen FC Marco verliehen, bevor ihm in der Saison 2006/07 der Aufstieg in die erste Mannschaft des FC Porto gelang und er einen Vierjahresvertrag unterschrieb. Mit dem FC Porto wurde Vieirinha in seiner ersten Profisaison nationaler Meister. Nach einem Jahr in der ersten Mannschaft des FC Porto wurde er für eine Spielzeit an den Leixões SC verliehen. Nachdem dieses Leihgeschäft 2008 beendet war, wurde Vieirinha erneut verliehen, dieses Mal an den griechischen Erstligisten PAOK Thessaloniki, zu dem er nach Ablauf des einjährigen Leihvertrages im Jahr 2009 wechselte.
In der Winterpause 2011/12 wechselte Vieirinha zum deutschen Bundesligisten VfL Wolfsburg, bei dem er einen Vertrag bis zum 30. Juni 2015 unterschrieb. Am 22. Januar 2012 (18. Spieltag) absolvierte er als Stürmer gegen den 1. FC Köln sein Bundesligadebüt. Er war angeschlagen in die Partie gegangen und wurde zur Halbzeit gegen Sebastian Polter ausgewechselt. Sein erstes Bundesligator erzielte er am 9. März 2013 beim 5:2-Sieg gegen den SC Freiburg zum 2:1. Am 24. September 2013 erlitt er im DFB-Pokalspiel gegen den VfR Aalen einen Kreuzbandriss. Sein wichtigstes Tor für den VfL erzielte Vieirinha am 29. Mai 2017, im Relegations-Rückspiel bei Eintracht Braunschweig traf er zum entscheidenden 0:1.
Am 31. August 2017 wechselte Vieirinha zurück zu PAOK Thessaloniki. In der Saison 2017/2018 konnte er mit PAOK Vizemeister werden und den griechischen Pokal holen, wo er im Finale gegen AEK Athen ein Freistoßtor erzielte und somit zum Ergebnis von 2:0 beitragen konnte.
Im Sommer 2025 beendet er seine Karriere.

### Nationalmannschaft
Nachdem er bereits im Jahr 2011 erstmals in die A-Nationalmannschaft berufen worden war, bestritt Vieirinha am 22. März 2013 im WM-Qualifikationsspiel gegen Israel unter Trainer Paulo Bento sein erstes Länderspiel. Sein erstes Länderspieltor erzielte er am 11. Juni 2014 im Rahmen eines Testspiels gegen Irland. Ebenfalls befand er sich im Kader der WM 2014 in Brasilien, bei der er beim 2:1-Sieg Portugals gegen Ghana eingewechselt wurde.
Bei der Europameisterschaft 2016 in Frankreich wurde er ebenfalls in das Aufgebot Portugals aufgenommen. Er stand in allen drei Gruppenspielen in der Startelf, blieb mit Beginn der K.-o.-Phase jedoch auf der Bank. Das Team erreichte das Finale und wurde erstmals Europameister.

## Erfolge
In der Nationalmannschaft
- Europameister: 2016
- U-17-Europameister: 2003

Im Verein
- Portugiesischer Supercupsieger: 2006
- Portugiesischer Meister: 2007
- DFB-Pokal-Sieger: 2015
- Deutscher Vizemeister: 2015
- DFL-Supercup: 2015
- Griechischer Pokalsieger: 2018, 2019, 2021
- Griechischer Meister: 2019, 2024

Auszeichnungen
- Mitglied der VDV 11: 2014/15